# Constantin Dimitriu-Dovlecel
Constantin D. Dimitriu-Dovlecel (n. 9 decembrie 1872, Târgoviște, Dâmbovița, România – d. 27 octombrie 1945, București, România) a fost un avocat și om politic român.

## Biografie
S-a născut în Târgoviște, în mahalaua Lemnului, în familia unui latifundiar și negustor bogat din oraș. După bacalaureat (1891), a absolvit două facultăți ale Universității din București: Facultatea de Drept (1894) și Facultatea de Litere și Filosofie (1895). Dimitriu s-a întors apoi la Târgoviște, unde a practicat avocatura.
Membru al Partidului Național Liberal (PNL), a fost ales pentru prima dată în Camera Deputaților în 1901. În 12 martie 1907 a fost numit prefect al județului Dâmbovița. A îndeplinit funcția de secretar general al Ministerului de Interne din 5 ianuarie 1914 până în 1916. În perioada interbelică, Dimitriu a făcut parte din două guvernări liberale. El a fost ministru al comunicațiilor (4 iunie 1927 - 3 noiembrie 1928) și ministru ad-interim al lucrărilor publice (4-6 iunie 1927) în guvernele conduse de Barbu Știrbey, Ion I. C. și Vintilă Brătianu; și ministru al muncii, sănătății și ocrotirii sociale (14 noiembrie 1933 - 26 februarie 1934) în guvernele conduse de Ion G. Duca, Constantin Angelescu și Gheorghe Tătărăscu. În același timp, el a fost vicepreședinte al Institutului Național de Științe Administrative și a colaborat la revistele Convorbiri Literare și Viața. Ales pentru prima dată în Senat în 1927, el a servit ca președinte al Senatului din 15 noiembrie 1935 până în 16 noiembrie 1936.